# 樊体爱
樊體愛（法語：Louis-Elisée Fatiguet；1855年12月20日—1931年2月13日）是天主教法國籍主教及遣使會會士。曾任江西北境宗座代牧區宗座代牧、九江宗座代牧、南昌宗座代牧（1911年-1931年）。

## 生平
樊體愛出生於1855年12月20日，法蘭西第二帝國西南部吉倫特省的市鎮波爾多。1881年12月17日，樊體愛在25岁時於波爾多總教區晉鐸。1885年9月7日，他在29岁時於巴黎加入遣使会，且被派遣到中國傳教。
1911年2月24日，樊體愛在55岁時獲時任教宗庇護十世任命為江西北境宗座代牧區宗座代牧，領銜土耳其阿斯彭杜斯教區主教。同年6月11日，在九江由直隶北境宗座代牧林懋德主教主禮、浙江西境宗座代牧田法服主教、江西东境宗座代牧和安當主教襄禮晉牧。
1920年8月25日，聖座以江西北境宗座代牧區的教座所在地九江，更名為九江宗座代牧區。1924年12月3日，教座由九江遷到江西省首府南昌縣，並更名為南昌宗座代牧區。
郎守信主教任內先後襄禮在1912年的田烈諾為江西東境宗座代牧、1922年的胡其昭為安徽宗座代牧區宗座代牧和1928年的和若望為贛州宗座代牧
1931年2月13日，樊體愛主教在中華民國江西省南昌去世，享年75岁。